# Оттобони, Пьетро
Пьетро Оттобони (итал. Pietro Ottoboni; 2 июля 1667, Венеция, Венецианская республика — 29 февраля 1740, Рим, Папская область) — итальянский куриальный кардинал. Вице-канцлер Святой Римской Церкви с 14 ноября 1689 по 29 февраля 1740. Секретарь Верховной Священной Конгрегации Римской и Вселенской Инквизиции с 14 июня 1726 по 29 февраля 1740. Архипресвитер патриаршей Либерийской базилики и патриаршей Латеранской базилики с 1730 по 1740. Вице-декан Священной Коллегии Кардиналов с 15 декабря 1734 по 3 сентября 1738. Декан Священной Коллегии Кардиналов и префект Священной Конгрегации Церемониала с 3 сентября 1738 по 29 февраля 1740. Кардинал-дьякон с титулярной диаконией Сан-Лоренцо-ин-Дамазо с 7 ноября 1689 по 26 июня 1724. Кардинал-священник с титулом церкви Сан-Лоренцо-ин-Дамазо с 26 июня 1724 по 29 января 1725. Кардинал-епископ Сабины с 29 января 1725 по 24 июля 1730. Кардинал-епископ Фраскати с 24 июля 1730 по 15 декабря 1734. Кардинал-епископ Порто и Санта-Руфина с 15 декабря 1734 по 3 сентября 1738. Кардинал-епископ Остии и Веллетри с 3 сентября 1738 по 29 февраля 1740.

## Биография
Внучатый племянник папы римского Александра VIII после получения мелких должностей в 1689 году был возведён в степень кардинала-священника церкви Сан-Лоренцо-ин-Дамазо. Вскоре он был назначен государственным секретарём и губернатором Фермо,Тиволи и Капраника.
Пьетро Оттобони выделялся в среде римской аристократии покровительством художникам, поэтам и музыкантам. Интересы кардинала распространялись от музыки до литературы в тесном контакте с выдающимися деятелями культуры. В круг художников, актёров, музыкантов и литераторов, которым покровительствовал кардинал, входили живописец Ф. Тревизани, скульптор А. Де Росси, архитектор Ф. Юварра, скрипач и композитор А. Корелли, вокалист А. Адами и многие другие. Кардинал взял под своё покровительство и Академию Аркадии.
Пьетро Оттобони занимался оформлением гробницы своего дяди Александра VIII в соборе Святого Петра в Ватикане (1695—1725).
Кардинал скончался во время проведения Конклава 1740 года. Днём того же дня его тело перенесли в церковь Сан-Лоренцо-ин-Дамазо и похоронили в капелле Святого Причастия.